# Casa de la Caritat (Manresa)
|  | Per a altres significats, vegeu «Casa de la Caritat de Barcelona». |

La Casa de la Caritat és un edifici aïllat, envoltat de jardí en la zona de l'eixample vuitcentista de la ciutat de Manresa (el Bages) protegit com a bé cultural d'interès local. Té un caràcter monumental, de proporcions considerables i estil classicitzant. El sistema estructural de l'edifici és a base de murs de càrrega i forjat. El sostre és de revoltó ceràmic i biguetes d'acer laminat. Els murs de càrrega són obrats amb blocs de pedra de 50 cm de gruix.
La façana principal presenta un cos central un xic més elevat que la resta i una torre a cada extrem de façana. La decoració és d'estil neoclàssic. Al cos principal hi ha un portalada de mig punt, flanquejada per unes columnes adossades amb capitell jònic; remata el cos un frontó triangular. El campanar és d'espadanya. La resta de façana és també de línia molt clàssica i regular.
El seu fundador fou el manresà Francesc Cots i Argullol, que no pogué veure acabada l'obra, ja que va morir poc després de començar-se el projecte d'aquesta. El projecte s'encarregà a l'arquitecte barceloní Antoni Rovira i Trias. Es va posar la primera pedra el 3 de maig de 1857 i la part principal de l'edifici s'acabà a l'agost del 1859. El 14 de març de 1879 es van començar les obres de l'església, que fou beneïda el 12 d'octubre de 1881. S'han fet diverses reformes a la construcció, essent la més important la de l'arquitecte Alexandre Soler i March, que reformà la façana principal i construí uns cossos laterals. Actualment es troba en fase de restauració.